# Kobiljača (Ilidža)
Pour les articles homonymes, voir Kobiljača.
Kobiljača (en cyrillique : Кобиљача) est un village de Bosnie-Herzégovine. Il est situé dans la municipalité d'Ilidža, dans le canton de Sarajevo et dans la fédération de Bosnie-et-Herzégovine. Selon les premiers résultats du recensement bosnien de 2013, il compte 376 habitants.

## Démographie

### Évolution historique de la population
| 1948 | 1953 | 1961 | 1971 | 1981 | 1991 | 2013 |
| ---- | ---- | ---- | ---- | ---- | ---- | ---- |
| -    | -    | 114  | 129  | 273  | 375  | 376  |

|  |